# Lista episoadelor din Familia mea dementă
Aceasta este o listă a episoadelor din serialul de animație Familia mea dementă. Show-ul a avut premiera pe 31 Ianuarie 1999.
Un film lansat doar pe DVD Stewie Griffin: The Untold Story, a fost lansat pe 27 septembrie 2005 (Regiunea 1) și pe 24 octombrie 2005 (Regiunea 2).

## Lansări pe DVD
| Sezon | Sezon | Episoade | Data difuzării | Vol. DVD          | Data lansării DVD(R1) |
| ----- | ----- | -------- | -------------- | ----------------- | --------------------- |
|       | 1     | 7        | 1999           | 1                 | 15 aprilie 2003       |
|       | 2     | 21       | 1999–2000      | 1                 | 15 aprilie 2003       |
|       | 3     | 22       | 2001–2002      | 2                 | 9 septembrie 2003     |
|       | 4     | 30       | 2005–2006      | 3                 | 29 noiembrie 2005     |
| 4     | 4     | 30       | 2005–2006      | 14 noiembrie 2006 |                       |
|       | 5     | 22       | 2006–2006      | 5                 | Toamnă 2007           |
|       | 6     | 12       | 2007–2008      | 6                 | Toamnă 2008           |

## Episoade

### Sezon 1: 1999
| Nr. per total | Nr. în sezon | Titlu                      | Dată difuzare     | Cod producție |
| --- | ------------ | -------------------------- | ----------------- | ------------- |
| 1 | 1            | „Death Has a Shadow”       | 31 Ianuarie, 1999 | 1ACX01        |
| Când alcoolul îl face pe Peter să își piardă slujba începe să primească ajutor de șomaj foarte mare dar ajunge să aibă mai mult decât se aștepta și scapă de bani aruncându-i dintr-un zeppelin în timpul Super Bowl-ului. |              |                            |                   |               |
| 2 | 2            | „I Never Met the Dead Man” | 11 Aprilie, 1999  | 1ACX02        |
| Când Peter dă din greșeală peste emițătorul TV din Quahog decide să își petreacă viața fără TV. |              |                            |                   |               |
| 3 | 3            | „Chitty Chitty Death Bang” | 18 Aprilie , 1999 | 1ACX04        |
| Lois vrea ca prima aniversare a lui Stewie să fie perfectă, dar Meg ar vrea mai degrabă să meargă la o petrecere împreună cu noul ei prieten.                                                                              |              |                            |                   |               |
| 4 | 4            | „Mind over Murder”         | 25 Aprilie, 1999  | 1ACX03        |
| Când Peter este arestat la domiciliu construiește un bar în subsolul casei sale, unde Lois ajunge cântăreață. Stewie construiește o mașină de călătorie în timp.                                                           |              |                            |                   |               |
| 5 | 5            | „A Hero Sits Next Door”    | 2 May , 1999      | 1ACX05        |
| Joe Swanson se mută în casa de vizavi iar Peter îl recrutează ca jucător de baseball în echipa fabricii. |              |                            |                   |               |
| 6 | 6            | „The Son Also Draws”       | 9 May 9 , 1999    | 1ACX06        |
| Chris urăște să fie în echipa de cercetași dar îi este frică să îi spună lui Peter. Familia călătorește spre New York dar în drum fac o abatere la un cazino.                                                              |              |                            |                   |               |
| 7 | 7            | „Brian: Portrait of a Dog” | 16 May , 1999     | 1ACX07        |
| Simțindu-se nedreptățit pentru obligația lui de a participa la un concurs pentru câini Brian părăsește familia și încearcă să se descurce de unul singur.                                                                  |              |                            |                   |               |

### Sezon 2: 1999-2000
| Nr. per total | Nr. în sezon | Titlu                              | Dată difuzare      | Cod producție |
| --- | ------------ | ---------------------------------- | ------------------ | ------------- |
| 1 | 8            | „Peter, Peter, Caviar Eater”       | September 23, 1999 | 1ACX08        |
| Mătușa Marguerite îi lasă drept moștenire lui Lois casa și familia Griffin se mută acolo.                                                                                     |              |                                    |                    |               |
| 2 | 9            | „Holy Crap”                        | September 30, 1999 | 1ACX11        |
| Peter decide să îl răpească pe Papă. |              |                                    |                    |               |
| 3 | 10           | „Da Boom”                          | December 26, 1999  | 2ACX06        |
| Predicția cea mai nimicitoare despre Y2K se adeverește și familia încearcă să supraviețuiască cu ajutorul unei fabrici de prăjituri Twinkie.                                  |              |                                    |                    |               |
| 4 | 11           | „Brian in Love”                    | March 7, 2000      | 2ACX01        |
| Psihologul lui Brian este convins că sentimentele față de soția celui mai bun prieten sunt din cauza incontinenței.                                                           |              |                                    |                    |               |
| 5 | 12           | „Love Thy Trophy”                  | March 14, 2000     | 1ACX13        |
| Vecinii se bat pentru un premiu în timp ce Stewie este dus la un centru de plasament.                                                                                         |              |                                    |                    |               |
| 6 | 13           | „Death Is a Bitch”                 | March 21, 2000     | 1ACX14        |
| Peter se declară mort pentru a evita să plătească spitalizarea iar Moartea vine să îl colecteze.                                                                              |              |                                    |                    |               |
| 7 | 14           | „The King Is Dead”                 | March 28, 2000     | 1ACX15        |
| Lois este numită directoarea teatrului local și îl numește pe Peter producător.                                                                                               |              |                                    |                    |               |
| 8 | 15           | „I Am Peter, Hear Me Roar”         | March 28, 2000     | 2ACX02        |
| După ce este dat în judecată pentru hărțuire seuală Peter este trimis la o tabără pentru femei și se întoarce efeminat.                                                       |              |                                    |                    |               |
| 9 | 16           | „If I'm Dyin', I'm Lyin'”          | April 4, 2000      | 1ACX12        |
| Peter pretinde că fiul lui, Chris are o boală mortală pentru a redifuza un serial de televiziune.                                                                             |              |                                    |                    |               |
| 10 | 17           | „Running Mates”                    | April 11, 2000     | 1ACX09        |
| Peter și Lois candidează pentru președinția școlii din Quahog. |              |                                    |                    |               |
| 11 | 18           | „A Picture Is Worth a 1,000 Bucks” | April 18, 2000     | 2ACX07        |
| Chris este descoperit de Antonio Monatti, și se duce la New York pentru a-și face o carieră din pictat.                                                                       |              |                                    |                    |               |
| 12 | 19           | „Fifteen Minutes of Shame”         | April 25, 2000     | 2ACX08        |
| Lui Meg îi este rușine cu familia ei și de aceea vrea să îi facă de rușine la un talk-show .Datorită succesului difuzării familia Griffin primește propriul său reality show. |              |                                    |                    |               |
| 13 | 20           | „Road to Rhode Island”             | May 30, 2000       | 2ACX12        |
| Într-o excurise pentru a îl aduce pe Stewie înapoi acasă, Brian trece pe lângă locul unde s-a născut și o vede pe mama lui pentru ultima oară.                                |              |                                    |                    |               |
| 14 | 21           | „Let's Go to the Hop”              | June 6, 2000       | 2ACX04        |
| Peter se infiltrează sub acoperire la liceu pentru a opri nebunia drogurilor.                                                                                                 |              |                                    |                    |               |
| 15 | 22           | „Dammit Janet!”                    | June 13, 2000      | 2ACX09        |
| Lois primește o slujbă de stewardesă și îl lasă pe Stewie la creșă, unde se îndrăgostește de Janet.                                                                           |              |                                    |                    |               |
| 16 | 23           | „There's Something About Paulie”   | June 27, 2000      | 1ACX10        |
| Un membru al mafiei îi oferă lui Peter o nouă mașină în schimbul unei mici favori.                                                                                            |              |                                    |                    |               |
| 17 | 24           | „He's Too Sexy for His Fat”        | June 27, 2000      | 2ACX10        |
| Chris ține o cură de slăbire dar Peter optează pentru chirurgie plastică. |              |                                    |                    |               |
| 18 | 25           | „E. Peterbus Unum”                 | July 12, 2000      | 2ACX13        |
| Peter declară propria casă ca fiind noua țară: "Petoria" și îi anexează piscina lui Joe.                                                                                      |              |                                    |                    |               |
| 19 | 26           | „The Story on Page One”            | July 18, 2000      | 2ACX14        |
| Meg scrie pentru ziarul școlii ca să aibă activități extracuriculare și să fie admisă la Universitatea Brown.                                                                 |              |                                    |                    |               |
| 20 | 27           | „Wasted Talent”                    | July 25, 2000      | 2ACX15        |
| Lois caută un student la pian care să fie mai bun decât studentul lui Alexis în timp ce Peter bea mai multă bere ca de obicei pentru a câștiga un tur al berăriei.            |              |                                    |                    |               |
| 21 | 28           | „Fore Father”                      | August 1, 2000     | 2ACX16        |
| Peter încearcă să îl facă pe Cleveland Jr. un jucător de golf faimos în timp ce își neglijează fiul.                                                                          |              |                                    |                    |               |

### Sezon 3: 2001-2002
| Nr. per total | Nr. în sezon | Titlu                                          | Dată difuzare      | Cod producție |
| --- | ------------ | ---------------------------------------------- | ------------------ | ------------- |
| 1 | 29           | „The Thin White Line (1)”                      | 11 iunie, 2001     | 2ACX17        |
| Brian lucrează pe post de căine polițist, apoi se internează la reabilitare după ce devine dependent de cocaină.                                                                                              |              |                                                |                    |               |
| 2 | 30           | „Brian Does Hollywood (2)”                     | July 18, 2001      | 2ACX20        |
| Brian se mută la Los Angeles și devine regizor. |              |                                                |                    |               |
| 3 | 31           | „Mr. Griffin Goes to Washington”               | July 25, 2001      | 2ACX11        |
| Peter merge la Washington la un lobby despre tutun. |              |                                                |                    |               |
| 4 | 32           | „One If by Clam, Two If by Sea”                | August 1, 2001     | 2ACX19        |
| The Drunken Clam este transformat într-un bar britanic. Noul proprietar pune ochii pe Lois. |              |                                                |                    |               |
| 5 | 33           | „And the Wiener Is...”                         | August 8, 2001     | 2ACX22        |
| Peter este sigur că Chris nu îl va bate niciodată la nici o competiție, dar își schimbă opinia când află că Chris are un penis mai mare decât el.                                                             |              |                                                |                    |               |
| 6 | 34           | „Death Lives”                                  | August 15, 2001    | 2ACX21        |
| La aniversarea nunții, Peter o trimite pe Lois într-un scavenger hunt ca sâ poata juca golf la Barrington. După un accident, se întâlnește cu Moartea din nou.                                                |              |                                                |                    |               |
| 7 | 35           | „Lethal Weapons”                               | August 22, 2001    | 2ACX18        |
| Liniștitul orășel Quahog este deranjat când frunzele încep să prindă culoarea stacojie și "frunzarii" din (New Yorkers) invadează orășelul.                                                                   |              |                                                |                    |               |
| 8 | 36           | „The Kiss Seen Around the World”               | August 29, 2001    | 3ACX02        |
| Channel 5 anunță că vor doi liceeni pentru a lucra ca interni, iar Meg, care este îndrăgostită de prezentatorul Tom Tucker, se înscrie și este aleasă. Stewie are de-a face cu un golan.                      |              |                                                |                    |               |
| 9 | 37           | „Mr. Saturday Knight”                          | September 5, 2001  | 3ACX04        |
| Dat afară de la fabrica de jucării, Peter se decide să-și realizeze visul de a fi un Renaissance fair jouster.                                                                                                |              |                                                |                    |               |
| 10 | 38           | „A Fish out of Water”                          | September 19, 2001 | 3ACX05        |
| Peter își începe noua carieră de pescar în timp ce Lois pleacă cu Meg în vacanța de primăvară. |              |                                                |                    |               |
| 11 | 39           | „Emission Impossible”                          | November 8, 2001   | 3ACX01        |
| Lois și Peter se hotărăsc să mai facă un copil dar Stewie încearcă să împiedice acest lucru. |              |                                                |                    |               |
| 12 | 40           | „To Love and Die in Dixie”                     | November 15, 2001  | 3ACX09        |
| Când un hoț amenință să îl omoare pe Chris, întreaga familie este introdusă într-un program de protecție a martorilor și se mută în Sudul extrem al Statelor Unite.                                           |              |                                                |                    |               |
| 13 | 41           | „Screwed the Pooch”                            | November 29, 2001  | 3ACX08        |
| Familia merge în vizită la părinții lui Lois și Brian se îndrăgostește de câinele familiei Pewterschmidt, Sea Breeze (Briză Marină).                                                                          |              |                                                |                    |               |
| 14 | 42           | „Peter Griffin: Husband, Father...Brother?”    | December 6, 2001   | 3ACX06        |
| Peter află ca are un strămoș de culoare. |              |                                                |                    |               |
| 15 | 43           | „Ready, Willing, and Disabled”                 | December 20, 2001  | 3ACX07        |
| Joe concurează la „Jocurile Oamenilor Speciali” în timp ce Chris, Meg și Stewie se bat pe un clip comercial.                                                                                                  |              |                                                |                    |               |
| 16 | 44           | „A Very Special Family Guy Freakin' Christmas” | December 21, 2001  | 2ACX03        |
| Cumpărăturile de Crăciun încep din nou. Stewie joacă rolul lui Iisus în festivalul de Crăciun al orașului. |              |                                                |                    |               |
| 17 | 45           | „Brian Wallows and Peter's Swallows”           | January 17, 2002   | 3ACX03        |
| Brian este prins la volan sub influența băuturilor alcoolice și ca pedeapsă este obligat să aibă grijă de o femeie în vârstă imobilizată la pat, în timp ce Peter lasă păsările să-și facă cuib în barba lui. |              |                                                |                    |               |
| 18 | 46           | „From Method to Madness”                       | January 24, 2002   | 3ACX11        |
| Stewie împreună cu Olivia formează un duet muzical de succes în timp ce Meg îl curtează pe Jeff, un nudist.                                                                                                   |              |                                                |                    |               |
| 19 | 47           | „Stuck Together, Torn Apart”                   | January 31, 2002   | 3ACX10        |
| Peter și and Lois sunt geloși, iar Brian și Stewie se lipesc accidental de mâini cu adeziv industrial. |              |                                                |                    |               |
| 20 | 48           | „Road to Europe" a.k.a. "European Road Show”   | February 7, 2002   | 3ACX13        |
| Peter și Lois iau parte la un concert al formației KISS, în timp ce Brian și Stewie călătoresc la Londra în căutarea Jolly Farm Revue.                                                                        |              |                                                |                    |               |
| 21 | 49           | „Family Guy Viewer Mail #1”                    | February 14, 2002  | 3ACX12        |
| Trei episoade scurte bazate pe cererile spectatorilor. |              |                                                |                    |               |
| 22 | 50           | „When You Wish upon a Weinstein”               | November 9, 2003   | 2ACX05        |
| Peter se roagă de un evreu să îi administreze banii, apoi decide să îl convertească pe Chris pentru a-i asigura succesul.                                                                                     |              |                                                |                    |               |

### Sezon 17: 2018-2019
| Nr. în sezon | Nr. per total | Titlu în engleză             | Titlu în română                    | Regizor         | Scenarist                   | Premiera originală   | Premiera în România | Cod producție | Numărătoare Comedy Central | Nr. vizionari (America) |
| ------------ | ------------- | ---------------------------- | ---------------------------------- | --------------- | --------------------------- | -------------------- | ------------------- | ------------- | -------------------------- | ----------------------- |
| 1.           | 310.          | Married...with Cancer        | Căsătorit...cu cancer              | Mike Kim        | Aaron Lee                   | 2018. szeptember 30. | 2019. október 1.    | HACX02        | s17e01                     | 2.57                    |
| 2.           | 311.          | Dead Dog Walking             | Dead Dog Walking                   | Julius Wu       | Chris Sheridan              | 2018. október 7.     | 2019. október 8.    | HACX03        | s17e02                     | 2.69                    |
| 3.           | 312.          | Pal Stewie                   | Amicul lui Stewie                  | Brian Iles      | John Viener                 | 2018. október 14.    | 2019. október 15.   | FACX18        | s17e03                     | 1.99                    |
| 4.           | 313.          | Big Trouble in Little Quahog | Probleme mari în micul Quahog      | Joe Vaux        | Dominic Bianchi és Joe Vaux | 2018. október 21.    | 2019. október 22.   | FACX19        | s17e04                     | 2.57                    |
| 5.           | 314.          | Regarding Carter             | Csak egy lövés                     | Greg Colton     | Alex Carter                 | 2018. november 4.    | 2019. október 29.   | HACX04        | s17e05                     | 2.60                    |
| 6.           | 315.          | Stand by Meg                 | Állj Meg-lém                       | Jerry Langford  | Billy Domineau              | 2018. november 11.   | 2019. november 5.   | HACX05        | s17e06                     | 2.29                    |
| 7.           | 316.          | The Griffin Winter Games     | Jocurile Olimpice de iarnă Griffin | Steve Robertson | Artie Johann                | 2018. november 18.   | 2019. november 12.  | HACX01        | s17e07                     | 2.66                    |
| 8.           | 317.          | Con Heiress                  | Un proiect etern                   | Brian Iles      | Mark Hentemann              | 2018. december 2.    | 2019. november 12.  | HACX07        | s17e08                     | 2.72                    |
| 9.           | 318.          | Pawtucket Pete               | Pawtucket Pete                     | John Holmquist  | Chris Regan                 | 2018. december 9.    | 2019. november 19.  | FACX20        | s17e09                     | 3.50                    |
| 10.          | 319.          | Hefty Shades of Gray         | A kamu ötven árnyalata             | Joseph Lee      | Mike Desilets               | 2019. január 6.      | 2019. november 19.  | HACX08        | s17e10                     | 2.42                    |
| 11.          | 320.          | Trump Guy                    | Trump Guy                          | Joe Vaux        | Patrick Meighan             | 2019. január 13.     | 2019. november 26.  | HACX09        | s17e11                     | 4.04                    |
| 12.          | 321.          | Bri, Robot                   | Bri, én a robot                    | John Holmquist  | Patrick Meighan             | 2019. február 10.    | 2019. november 26.  | HACX10        | s17e12                     | 1.81                    |
| 13.          | 322.          | Trans-Fat                    | Transz-zsíragy                     | Steve Robertson | Wellesley Wild              | 2019. február 17.    | 2019. december 3.   | HACX11        | s17e13                     | 2.23                    |
| 14.          | 323.          | Family Guy Lite              | Family Guy Lite                    | Mike Kim        | Anthony Blasucci            | 2019. március 3.     | 2019. december 10.  | HACX12        | s17e15                     | 2.10                    |
| 15.          | 324.          | No Giggity, No Doubt         | Ms. Migiri                         | Julius Wu       | Kevin Biggins               | 2019. március 10.    | 2019. december 10.  | HACX13        | s17e16                     | 2.25                    |
| 16.          | 325.          | You Can't Handle the Booth!  | Titokszoba                         | Greg Colton     | Damien Fahey                | 2019. március 24.    | 2019. december 17.  | HACX14        | s17e17                     | 2.01                    |
| 17.          | 326.          | Island Adventure             | Kaland a szigeten                  | Jerry Langford  | Steve Callaghan             | 2019. március 31.    | 2019. december 3.   | HACX06        | s17e14                     | 2.15                    |
| 18.          | 327.          | Throw It Away                | Lomtalanítás                       | Brian Iles      | Cherry Chevapravatdumrong   | 2019. április 28.    | 2019. december 17.  | HACX15        | s17e18                     | 1.95                    |
| 19.          | 328.          | Girl, Internetted            | Inter-ne                           | Joe Vaux        | Chris Regan                 | 2019. május 5.       | 2019. december 23.  | HACX17        | s17e19                     | 1.72                    |
| 20.          | 329.          | Adam West High               | Az Adam West gimi                  | Joseph Lee      | Artie Johann                | 2019. május 12.      | 2019. december 23.  | HACX16        | s17e20                     | 1.78                    |